# اخلاط (آرتوین)
اخلاط (به ترکی استانبولی: Ahlat) یک منطقهٔ مسکونی در ترکیه است که در آرتوین واقع شده‌است. اخلاط ۱۰۴ نفر جمعیت دارد.